# Bidart
Bidart är en kommun i departementet Pyrénées-Atlantiques i regionen Nouvelle-Aquitaine i sydvästra Frankrike. Kommunen ligger i kantonen Saint-Jean-de-Luz som tillhör arrondissementet Bayonne. År 2022 hade Bidart 7 674 invånare.

## Befolkningsutveckling
Antalet invånare i kommunen Bidart
| Referens: INSEE |